# 太阳坐落之处
《太阳坐落之处》是日本作家辻村深月所著的小说。在双月刊小说杂志《别册文艺春秋》（文艺春秋社）自2008年1月号连载至2008年11月号。

## 书籍信息
·单行本（平装）：文艺春秋社，2008年12月15日刊，ISBN 978-4-16-327720-2
·文库本：文春文库，2011年6月10日刊，ISBN 978-4-16-781701-5

## 概要
高中毕业十年以来每年都举办的班级聚会上，成为演员的京子这次也没有出席。在想办法和京子取得联系时，我们发现了高中时期不为人知的痛苦的回忆。

## 登场人物
故事以F县立藤见高中三年二班为舞台，“F县”是和东京都接壤的农村地带。

京子
演员。在电影《アワン・イワド》中出演アマノウズメノミコト，由于其精湛的演技和舞蹈而广受好评，在媒体上出现的机会增多。
半田 聡美
沉鱼落雁般的美人。在上了当地的大学后，于东京的一家很小的印刷公司就职。隶属于“常盘会”剧团
島津 謙太
班级聚会的干事。在F县内的地方银行就职，被分配到东京支行。
水上 由希
在大型服装制造企业ホラー工作。 性格俗气，在公司常常炫耀自己是京子的同学的事情。
真崎 修
自由职业的网站设计师。经常处于学年一、二名的浮夸的男生，是班里的气氛制造者。大学和工作都是在东京，以结婚为契机发生转变。太太是J大的选美小姐，原展览解说员，绝对的美人。目前没有孩子。
松島 貴恵
真崎的前女友。直到大学二年级为止，和真崎交往了三年，但最终和公司的前辈结婚。从未离开过F县，有一个孩子。
里見 紗江子
和貴恵在小学时就认识的朋友。在电影发行公司工作。
清瀬 陽平
和京子交往过的，隔壁三年一班的学生。不管有什么活动都冲到前面，是全年级的中心人物。
浅井 倫子
在上完高中二年级后转学的原同班同学。现在住在新泻县，是有两个孩子的家庭主妇。
本村 佳代
同学。高中毕业后就读F县内的大学，后在县内的企业就职，住在父母家。
高間
F县当地的电视台的女主播。
吉田
由希的男朋友，脸长得很可怕。

## 电影
山梨县放送开播60周年纪念作品，于2014年10月4日全国上映。

### 演员表
- 高間響子：水川麻美（高中时代：古泉葵）
- 鈴原今日子：木村文乃（高中时代：吉田まどか）
- 島津謙太：三浦貴大（高中时代：大石悠馬）
- 水上由希：森矢寬和（高中时代：山谷花純）
- 野島：鶴見辰吾

### 工作人员
- 原作：辻村深月
- 导演：矢崎仁司
- 编剧：朝西真砂
- 制作：野口荣一
- 规划：中村一政、今村睦
- 执行制片人：小西啓介、筱原公男
- 制片人：田边顺子、荻野弘树
- 音乐监制：佐佐木次彥
- 摄影：石井勋
- 照明：大坂章夫
- 录音：高岛良太
- 调音：吉田憲義
- 美术：布部雅人
- 编辑：目見田健
- 音乐： 田中拓人
- 助理导演：盐入秀吾
- 线路制片人：新野安行
- 主题曲：藤巻亮太《アメンボ》
- 背景音乐：Remioromen《永遠と一瞬》
- 特殊赞助：山梨县中央银行
- 制作公司：ムスタッシュ
- 规划合作：文藝春秋、フィルムバンディット
- 分发・宣传：Phantom Film
- 制作：《太阳坐落之处》制作委员会（山梨日日新闻社、山梨放送局、甲斐补习班、学校法人山梨学院、内藤房地产、ムスタッシュ、Phantom Film、フィルムバンディット）

## 相关的项目
- 天岩戸
- スタンド・バイ・ミー
- ティファニーで朝食を
- スクールカースト
- 宮下奈都 - 文春文库本书的解说者。